# Cedarpelta
Cedarpelta ist eine Gattung der Vogelbeckensaurier aus der Gruppe der Ankylosauria. Es war eine basale Gattung aus der Unterkreide, deren systematische Einordnung innerhalb der Ankylosauria umstritten ist.

## Merkmale
Von Cedarpelta sind bislang zwei Schädel gefunden worden – einer davon in einem zerfallenen Zustand – sowie einzelne, noch nicht beschriebene Teile des postkranialen Skeletts. Die Schädel waren außergewöhnlich groß (60 Zentimeter Länge) und langgestreckt. Er hatte an der Oberseite keine Verzierungen. Die Gesamtlänge wird auf etwa 7 Meter bei einem Gewicht von ca. 5 Tonnen geschätzt.
Charakteristisch für die Gattung sind diverse Merkmale im Bau des Schädels, darunter das verlängerte Flügelbein und ein unpaariges Element des Scheitelbeins. Das Praemaxillare (der vorderste Knochen des Oberkiefers) trug 6 kegelförmige Zähne, bei den späteren, höher entwickelten Ankylosauriern war es zahnlos.
Über den restlichen Körperbau ist wenig bekannt. Vermutlich war er wie alle Ankylosauria ein quadrupeder, von einem Panzer aus Knochenplatten bedeckter Dinosaurier, der sich von Pflanzen ernährte.

## Entdeckung und Benennung
Fossile Überreste von Cedarpelta wurden in der Lower-Cedar-Formation im US-amerikanischen Bundesstaat Utah gefunden und 2001 von Kenneth Carpenter et al. erstbeschrieben. Der Gattungsname leitet sich vom Fundort (Cedar) und dem griechischen -πελτα/-pelta (=„Schild“) ab. Die Funde werden in die Unterkreide (Barremium) auf ein Alter von 130 bis 125 Millionen Jahre datiert. Damit zählt Cedarpelta zu den älteren Ankylosauriern.

## Systematik
Zwar wird Cedarpelta zweifelsfrei in die Ankylosauria eingeordnet, innerhalb dieses Taxons ist die Systematik umstritten. Der Erstbeschreiber Carpenter sah in ihm einen nahen Verwandten von Gobisaurus und Shamosaurus und somit einen Vertreter der Ankylosauridae. Im Gegensatz dazu ordnet ihn die phylogenetische Untersuchung von M. Vickaryous et al. (2004) in die Nodosauridae ein, wo er als basalster Vertreter und Schwestertaxon aller übrigen Nodosauridae geführt wird.